# Агірешу-Фабріч
Агірешу-Фабріч (рум. Aghireșu-Fabrici) — село у повіті Клуж в Румунії. Адміністративний центр комуни Агірешу.
Село розташоване на відстані 348 км на північний захід від Бухареста, 27 км на захід від Клуж-Напоки.

## Населення
За даними перепису населення 2002 року у селі проживала 3061 особа.
Національний склад населення села:
| Національність | Кількість осіб | Відсоток |
| -------------- | -------------- | -------- |
| румуни         | 2244           | 73,3%    |
| угорці         | 684            | 22,3%    |
| цигани         | 130            | 4,2%     |

Рідною мовою назвали:
| Мова      | Кількість осіб | Відсоток |
| --------- | -------------- | -------- |
| румунська | 2374           | 77,6%    |
| угорська  | 674            | 22,0%    |
| циганська | 10             | 0,3%     |